# Corde du tympan
La corde du tympan est une branche nerveuse végétative et sensorielle du nerf facial, le reliant au nerf lingual (ce dernier étant une branche du nerf trijumeau). Elle innerve indirectement les glandes salivaires submandibulaire et sublinguale et les deux-tiers antérieurs de la langue. Elle a donc une fonction gustative.

## Trajet
La corde du tympan naît du nerf facial juste au-dessus de son émergence de la partie pétreuse de l'os temporal. Elle chemine dans un canalicule osseux, avant de passer dans la caisse du tympan (d'où son nom) où elle contourne la face médiale du col du marteau. Elle regagne ensuite un canalicule pour déboucher de la base du crâne près de l'épine de l'os sphénoïde. Elle a alors un trajet en bas et en avant pour s'unir au nerf lingual.

## Contenu

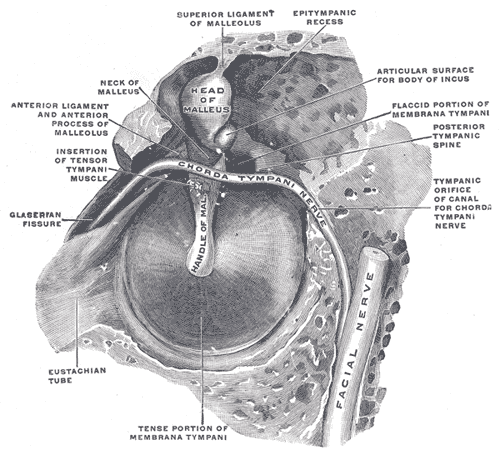
Corde du tympan droite, dans la caisse tympanique (vue de dedans)

La corde du tympan contient des fibres végétatives issues du noyau salivaire supérieur au niveau du pont et se rendant dans les ganglions submandibulaire et sublingual. Elle contient également des fibres sensorielles issues des bourgeons gustatifs des deux tiers antérieurs de la langue, dont le noyau est situé dans le ganglion géniculé du nerf facial et qui ont pour destination l'extrémité supérieure du noyau solitaire dans le pont.

## Fonction
La corde du tympan joue un rôle dans la salivation en permettant la sécrétion de salive par les glandes submandibulaire et sublinguale. Elle joue également un rôle dans la gustation au niveau des deux tiers antérieurs de la langue.